# Haya Rashed Al-Khalifa
Cheikha Haya Rashed Al-Khalifa (ar : هيا راشد آل خليفة), née le 18 octobre 1952, est une avocate et diplomate bahreïnienne.

## Biographie
Elle appartient à la famille Al Khalifa, qui règne sur Bahreïn. Elle est l'une des deux premières femmes dans son pays à pratiquer le droit quand elle est admise en tant qu'avocate au barreau en 1979.
Elle est ambassadrice en France de 1999 à 2004. 
Elle exerce les fonctions de présidente de la 61e session de l'Assemblée générale des Nations unies, à partir du 12 septembre 2006. Elle est la troisième femme à occuper cette fonction, après Vijaya Lakshmi Pandit, de l'Inde, en 1953 et Angie Elisabeth Brooks du Liberia, en 1969. Le 18 septembre 2007, son successeur, Srgjan Kerim, prend les fonctions de président de la 62e session de l'Assemblée générale des Nations unies.